# Moosburg an der Isar

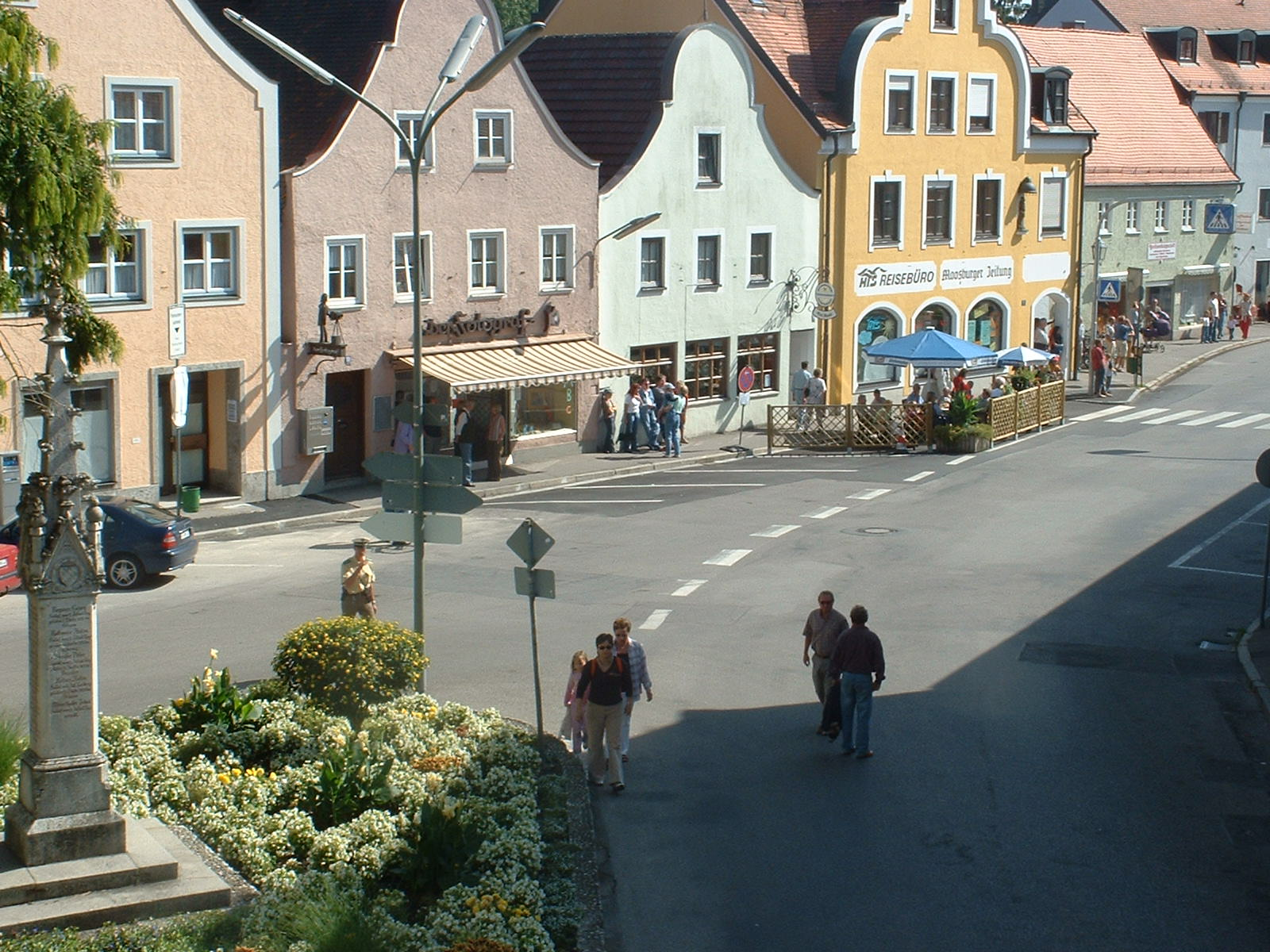
Moosburg an der Isar

Moosburg an der Isar este un oraș din Bavaria Superioară, landul Bavaria, Germania.